# 约翰尼斯四世
约翰尼斯四世（阿姆哈拉語： Āratenya Yōḥānnis，1837年7月11日—1889年3月10日），名利吉·卡萨·梅查（Lij Kaśa Mercha），在英语区被称为约翰四世（John IV），是埃塞俄比亚帝国皇帝。1871年至1889年在位。血缘上属于埃塞俄比亚所罗门王族提格雷支系。藤比安疏穆（疏穆，官职名）蔑儿察之子。母亲是沃婕罗西拉斯·丁楚。迪贾兹马克（官衔名）丁楚·迪巴布的外孙。拉斯（爵位名）沃尔德·塞拉西的侄子。约翰的外祖母是所罗门王朝王族支系出身。信奉科普特正教会-埃塞俄比亚正统台瓦西多教会。

## 擊敗埃及的入侵
1872年，埃及軍吞併了波哥斯；1875年10月，埃及世襲統治者伊斯梅爾從沿海的厄立特里亞派兵，往西攻佔了埃塞俄比亞的附庸哈馬森高原。11月，這支埃及軍隊在根德特戰役遭遇埃塞俄比亞軍的猛烈反擊，結果全軍覆沒。1876年，伊斯梅爾的軍隊在古拉（Gura'）再次被約翰尼斯四世的軍隊擊敗。伊斯梅爾的兒子哈桑被俘，在交納大量贖金後才被釋放。之後這地區陷入冷戰，1884年簽署停戰協定才結束，波哥斯地區須交還埃塞俄比亞。

## 马赫迪之乱
由于苏丹阿拉伯人不满土耳其人的统治，苏丹教士穆罕默德·艾哈迈德自称马赫迪，并掀起对奥斯曼帝国埃及行省的叛乱。马赫迪成功击退了埃及的驻军。在英国的请求下，约翰尼斯允许埃及军队经由埃塞俄比亚撤退。约翰尼斯由此得到了英国在其对马萨瓦领土要求的支持，并因此得以引进武器、弹药。是为阿德瓦条约。马赫迪愤怒之下开始进攻埃塞俄比亚。1885年9月23日，拉斯阿卢拉·英吉达在库斐特击败了苏丹侵略军。然而，意大利却在此时占领了马萨瓦。约翰尼斯为了专心应付马赫迪，试图与意大利人达成共识。阿卢拉则直接开始与意大利人交战。帝国内部，高占涅古斯、绍阿涅古斯（涅古斯，王爵）也发动了叛乱。随后，高占的叛乱遭到约翰尼斯血腥镇压。正当约翰准备消灭绍阿时，马赫迪进攻贡德尔并焚毁了城内的教堂。约翰于是引军北上，与马赫迪正面交锋。战斗中，约翰尼斯因陷入敌阵太深而遭到枪击。在被带回己方帐篷后，他声称其侄子曼加沙是他的亲生儿子并指定曼加沙为皇储。过了数小时，约翰尼斯驾崩。听闻皇帝战死，衣索比亞军士气大衰。最终，马赫迪军大败埃塞俄比亚。

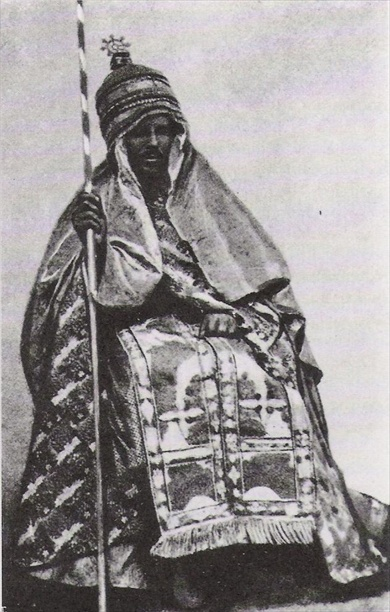
纳古萨·纳加斯特(ንጉሠ ነገሥት)-约翰尼斯四世

## 注脚
1. ↑  . rulers.org.   [2017-04-24]. （原始内容存档于2018-08-12）.
2. ↑  Saheed A. Adejumobi. . Greenwood Publishing Group. 2007: 第22頁. ISBN 0313322732 （英语）.

| 约翰尼斯四世 所羅門王朝出生于：1837年7月11日逝世於：1889年3月10日 | 约翰尼斯四世 所羅門王朝出生于：1837年7月11日逝世於：1889年3月10日 | 约翰尼斯四世 所羅門王朝出生于：1837年7月11日逝世於：1889年3月10日 |
| 統治者頭銜                                                        | 統治者頭銜                                                        | 統治者頭銜                                                        |
| ----------------------------------------------------------------- | ----------------------------------------------------------------- | ----------------------------------------------------------------- |
| 前任者： 特克勒·吉約吉斯二世                                      | 埃塞俄比亞帝國皇帝 1871年–1889年                                  | 繼任者： 孟尼利克二世                                             |